# Світиця (Кічменгсько-Городецький район)
Світи́ця (рос. Светица) — село у складі Кічменгсько-Городецького району Вологодської області, Росія. Входить до складу Городецького сільського поселення.

## Населення
Населення — 36 осіб (2010; 44 у 2002).
Національний склад (станом на 2002 рік):
- росіяни — 98 %